# Graham Jones
Graham Jones (Cheadle, Gran Manchester, 28 d'octubre de 1957) va ser un ciclista anglès, que fou professional entre 1979 i 1988.

## Palmarès
- 1978
  - 1r al Gran Premi de les Nacions amateur
  - 1r a la París-Évreux
  - 1r a la París-Troyes
  - 1r al Gran Premi de França

### Resultats al Tour de França
- 1980. 49è de la classificació general
- 1981. 20è de la classificació general
- 1983. 69è de la classificació general
- 1984. Abandona (18a etapa)
- 1987. Abandona (6a etapa)

### Resultats al Giro d'Itàlia
- 1983. 26è de la classificació general